# نايف أبو خلف
نايف سمور سليم أبو خلف (وُلد في 6 يناير 1949 في الخليل) سياسي فلسطيني ووزير سابق، شغل منصب وزير وزارة الحكم المحلي في حكومة رامي الحمد الله الثالثة حتى التعديل الوزاري الأول في يوليو 2015.